# František Kunzo (Fußballspieler, 1954)
František Kunzo (* 17. September 1954 in der Tschechoslowakei) ist ein ehemaliger slowakischer Fußballspieler auf der Position eines Abwehrspielers.

## Vereinskarriere
Kunzo begann mit dem Fußballspielen in Spišský Hrušov, bereits mit 17 Jahren spielte er für die erste Mannschaft von ŽB Rudňany. In der Saison 1972/73 spielte der Verteidiger für Lokomotíva Spišská Nová Ves. Anschließend wechselte Kunzo zum damaligen Zweitligisten Dukla Banská Bystrica, mit dem er 1977 in die erste tschechoslowakische Liga aufstieg.
Nach zehn Jahren in Banská Bystrica wechselte Kunzo im Sommer 1983 zu Lokomotíva Košice, nach drei Jahren und 80 Erstligaspielen wechselte der Manndecker nach Österreich.
In der ersten tschechoslowakischen Liga absolvierte Kunzo insgesamt 191 Spiele, ein Torerfolg blieb dem Verteidiger versagt.

### Erfolge
- Slowakischer Pokalsieger 1981 und 1985

## Olympiamannschaft
František Kunzo gehörte 1980 zur tschechoslowakischen Auswahl, die bei den Olympischen Spielen in Moskau die Goldmedaille gewann. Der Abwehrspieler kam in zwei Gruppenspielen und im Viertel- sowie Halbfinale zum Einsatz. Im Endspiel bevorzugte Trainer František Havránek auf der Manndeckerposition den wiedergenesenen Zdeněk Rygel, Kunzo saß nur auf der Ersatzbank.
Insgesamt bestritt Kunzo elf Spiele für die tschechoslowakische Olympiamannschaft.

## Jugendtrainer
Nach seiner Spielerlaufbahn arbeitet František Kunzo als Jugendtrainer bei Lokomotíva Košice.